# Sylvio de Pedrelli
Silvio Jacques Félix de Pedrelli né Maurizio Silvio Pedrelli dit Sylvio de Pedrelli, né le 3 septembre 1891 à Constantinople et mort à une date indéterminée après 1948, est un acteur français.

## Biographie
Fils d'un avocat austro-hongrois d'origine italienne établi à Constantinople, Silvio Pedrelli quitte l'Empire ottoman avec sa famille entre la mort de son père (1901) et le début de la première guerre mondiale.
On ignore tout de sa formation. La première trace connue que l'on ait de lui remonte à octobre 1917 à l'occasion de la première de Poliche à la Comédie-Française à laquelle il assiste en compagnie de l'actrice Berthe Bady. Le fait qu'il soit cité dans une chronique mondaine confirme qu'il est déjà bien introduit dans le milieu théâtral parisien. Un an plus tard, il apparaît pour la première fois sur les écrans dans Âmes de fous de Germaine Dulac dans lequel il tient le rôle principal. A l'époque, il était domicilié au 38, rue Juliette-Lamber dans le 17e arrondissement avant d'aller s'installer quelques années plus tard au 30, rue Victor Hugo à Levallois-Perret.
Dans Le Cinéma colonial de « L'Atlantide » à « Lawrence d'Arabie », Pierre Boulanger écrit en 1975 que « né à Constantinople, Pedrelli incarna les traîtres et les séducteurs dans le cinéma français des années vingt ».
Après avoir disparu des écrans pendant l'Occupation, on perd définitivement sa trace à partir de la sortie de son dernier film, La Révoltée de Marcel L'Herbier, en novembre 1948. Il avait alors 57 ans.

## Filmographie

### Cinéma
- 1918 : Âmes de fous, ciné-roman en 6 épisodes de Germaine Dulac : Gérard Dacier
- 1918 : Le Soleil noir d'Abel Gance
- 1918 : Ecce homo d'Abel Gance
- 1919 : La Sultane de l'amour de René Le Somptier et Charles Burguet : le prince Mourad
- 1920 : La Croisade de René Le Somptier : Sirko
- 1920 : Tristan et Yseult  de Maurice Mariaud : Tristan
- 1921 : Le Père Goriot de Jacques de Baroncelli : Eugène de Rastignac
- 1921 : Destin rouge de Franz Toussaint : Ramoun
- 1923 : Survivre d'Édouard Chimot : Pierre Navières
- 1923 : Corsica de René Carrère et Vanina Casalonga : André Orsini
- 1924 : Grand-mère d'Albert-Francis Bertoni : André Valauris
- 1924 : La Femme masquée de Victor Tourjansky : Girard
- 1924 : Le Réveil de Maddalone d'Henri Étiévant
- 1925 : La Nuit de la revanche d'Henri Étiévant : Pietro Scapa
- 1925 : L'Épervier de Robert Boudrioz : Georges de Dasettal, l'Épervier
- 1925 : L'Avocat de Gaston Ravel : Xavier du Coudray
- 1925 : Paris en 5 jours de Pierre Colombier et Nicolas Rimsky : le comte Costa de Corvinatza
- 1925 : Les Cinquante ans de Don Juan d'Henri Étiévant : Giovanni D'Udine
- 1926 : Le Berceau de Dieu de Fred LeRoy Granville : Balthazar
- 1926 : Mademoiselle Josette, ma femme de Gaston Ravel : Miguel de Paranagua
- 1926 : La Nuit de la revanche d'Henri Étiévant
- 1926 : Le Juif errant de Luitz-Morat : Djalma
- 1928 : La Maison du Maltais d'Henri Fescourt : Matteo
- 1928 : La Venenosa de Roger Lion : le prince Karidjian
- 1929 : La Merveilleuse Journée de René Barberis : le milliardaire Felloux
- 1930 : Monsieur le duc, de Jean de Limur : Demetrios Platinopoulos
- 1931 : La Folle Aventure d'André-Paul Antoine : Sorenzo
- 1931 : L'Inconstante d'André Rigaud et Hans Behrendt : le comte Constantin de Haller
- 1932 : Amour... amour... de Robert Bibal : Max Stern
- 1932 : Le Testament du docteur Mabuse de Fritz Lang et René Sti
- 1936 : Les Hommes nouveaux de Marcel L'Herbier : le caïd Medhani
- 1938 : Tricoche et Cacolet de Pierre Colombier : Oscar Pacha
- 1938 : Remontons les Champs-Élysées de Sacha Guitry : Concini
- 1948 : La Révoltée de Marcel L'Herbier : le juge d'instruction Roncolli